# Karolin (moneta)

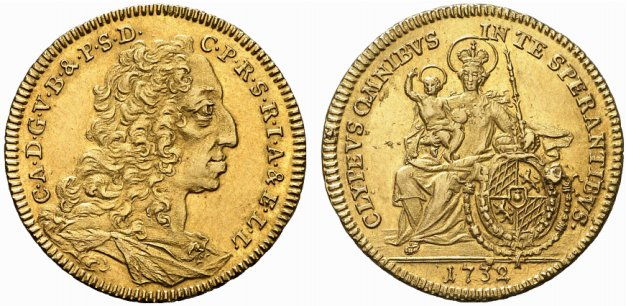
Karolin kurfirsta Karla Alberta (1732)

Karolin – dawna europejska moneta złota z XVII-XVIII wieku, emitowana w niektórych państwach niemieckich i w Szwecji.

## Elektorat Bawarii
Karolin był bawarską złotą monetą, którą nakazał bić książę Bawarii Karol Albert w roku 1726 na wzór francuskiego luidora. Jego wartość oceniano nieco niżej niż tego ostatniego, czyli na około 10 guldenów. Zebranie Reichsmünztagu z roku 1738 oceniło jego wartość na 8 guldenów i 5 krajcarów, lecz podczas wojny siedmioletniej wzrosła ona do 11 guldenów..

## Palatynat Reński
Palatynat używał karolinów od roku 1740. Moneta szybko stała się środkiem płatniczym w całych południowych Niemczech i warta była 3 złote guldeny (11 normalnych guldenów). Księstwa Hesja-Darmstadt, Palatynatu, Kolonii i Wirtembergii naśladowały wzór karolina bawarskiego.

## Królestwo Szwecji
Za panowania Karola IX bito złote karoliny warte 16 marek lub 4 riksdalery.
Późniejszy (z lat 1660-1697) srebrny karolin wart był 2 marki lub 16 öre, potem zaś tylko 1,3 marki.
Za panowania Adolfa Fryderyka (1751-1771) nazywano je też "adolfinami".
Srebrne karoliny zaprzestano emitować 18 grudnia 1872 roku.